# کروشتویتس
کروشتویتس (به آلمانی: Crostwitz) یک شهر در آلمان است که در زاکسن واقع شده‌است. کروشتویتس ۱٬۱۴۴ نفر جمعیت دارد.